# Марк Фулвий Курв Петин
Вижте пояснителната страница за други личности с името Фулвий Курв.
Марк Фулвий Курв Петин (на латински: Marcus Fulvius Curvus Paetinus) e политик на Римската република.
През 305 пр.н.е. той става суфектконсул с консул Луций Постумий Мегел на мястото на Тиберий Минуций Авгурин, който е убит в битка против самнитите. Той се бие успешно в битката при Бовианум против самнитите и празнува след това триумф